# 銀河遊騎兵
《銀河遊騎兵》是一款由卡普空开发并在任天堂3DS和PlayStation 3双平台上发行的第三人稱射擊遊戲。本作因为采用了与《失落的星球》系列相同的世界观和背景设定，所以本作也被看作是该系列的外传作品。遊戲于2012年11月22日在日本发售。
2012年12月，卡普空美国的高级副总裁克里斯蒂安·史蒂文森在卡普空官方论坛上回复时表示《銀河遊騎兵》没有计划在欧美发售，因为本地化将会将很多美术设定推倒重做，而不是简单的翻译和Debug。

## 故事设定

### 主要人物
- 布连·达纳（ブレン・ターナー，Bren Turner；CV: 梶裕貴）：本作男主角
- 蒂姬（ティキ，TeeKee；CV: 早見沙織）：本作女主角，雪贼的巫女
- 克里斯·兰德伯德（クーリス・ランドバード，Chirs Landbird；CV: 谷山紀章）：学院里的精英
- 朱莉·弗莱莎（ジュリィ・フライシャー，Julie Fliesher；CV: 泽城美雪）：學院的女精英
- 盧安·佛瑞斯特（ルアン・フォレスト，Luan Forest；CV: 代永翼）：布连·达纳的前輩
- 金奇拉（ギンギラ，Gingira；CV: 子安武人）：主角的專用VS

## 游戏音乐
《銀河遊騎兵》的游戏主题曲是由May'n演唱的《Mr. Super Future Star》。

### 原声大碟
《銀河遊騎兵》的原声大碟《E.X.TROOPERS The Bounded Soundtrack》于2012年11月21日发售，一共包含了23首游戏原声。